# Розалінд Расселл
Розалі́нд Рассе́лл (англ. Rosalind Russell, 4 червня 1907 — 28 листопада 1976) — американська акторка, володарка п'яти премій «Золотий глобус». Найбільше відома роллю журналістки з комедії Говарда Гоукса «Його дівчина П'ятниця». Розалінд 5 разів номінувалася на премію «Греммі» і 5 разів її вигравала.

## Життєпис
Народилася Розалінд в родині ірландсько-американських католиків.

## Фільмографія
- 1934 — Забуваючи про всіх інших / Forsaking All Others
- 1935 — Китайські моря
- 1935 — Військово-повітряна академія
- 1936 — Під двома прапорами
- 1939 — Жінки
- 1940 — Його дівчина П'ятниця
- 1941 — Вони зустрілися в Бомбеї
- 1943 — Яка жінка!